# Скальный прыгун (птица)
Скальный прыгун (лат. Chaetops frenatus) — вид птиц монотипического семейства Chaetopidae.
Эндемик ЮАР. Встречается в горах Западно-Капской провинции и на окраине города Порт-Элизабет в Восточно-Капской провинции.
Птица длиной 23—25 см, весом 54—60 г. По внешнему виду похож на дрозда с сплющенной головой, тонким и заострённым клювом, сильными ногами, закругленными крыльями и длинным, овальным хвостом с бахромой. Верхняя часть тела окрашена в чёрный, белый и тёмно-серый цвета. Грудь, брюхо и задняя часть спины рыжего окраса. Ноги чёрные. Самки имеют менее яркую окраску.
Эти птицы являются типичными обитателями финбоша. Живут семейными группами. Большую часть времени они проводят на земле, передвигаясь между скалами и высокой травой в поисках пищи. Летают очень редко и неохотно. Рацион состоит из крупных насекомых и других беспозвоночных, а также мелких позвоночных. Изредка может поедать также фрукты и ягоды.
Моногамные птицы. Сезон размножения длится с июля по апрель. Оба пола участвуют в строительстве гнезда, высиживании и вскармливании птенцов. Гнездо строится на земле из сухой травы. Самка откладывает 2—3 яйца. Инкубационный период длится около трёх недель. Птенцы становятся самостоятельными через тридцать дней после вылупления.